# 鄭惠森

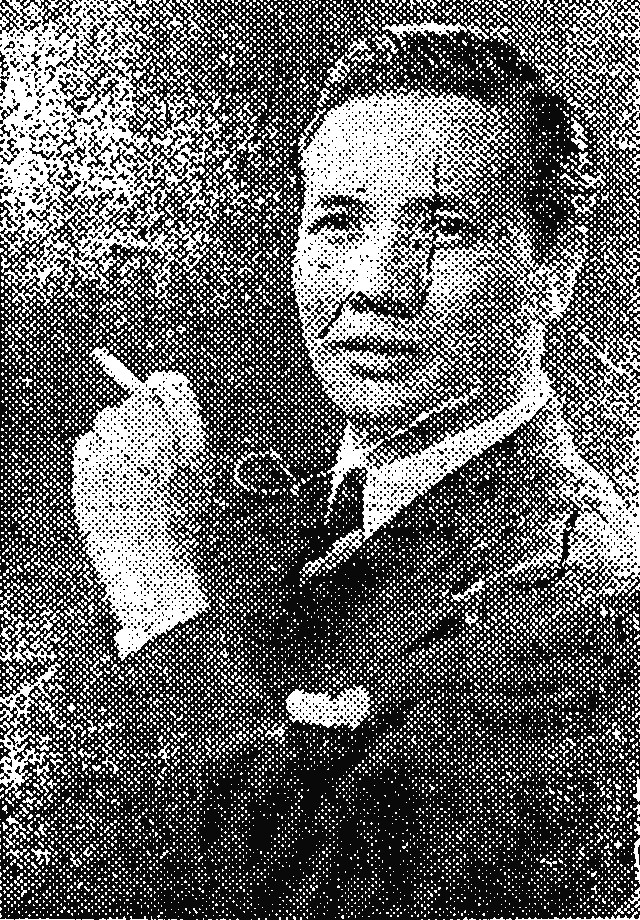
31歲的鄭惠森在1954年。

鄭惠森（Cheng Wai Sum，1923年—），籍貫：廣東省寶安縣，香港出生，家中長子，香港電影演員。

## 當兵
1939年時，鄭惠森與祖父鄭昭南、祖母、父親鄭生(「永茂電影公司」主事人)及庶母(後母)住在香港島般含道光景臺5號，在香港就讀六年級，1939年3月28日(星期二)下午6時，返回中國大陸戰區參加抗日工作。在陸軍炮兵隊任職，亦兼任防衛軍空軍地勤部隊人員。

## 入娛樂圈
第二次世界大戰後，鄭惠森返回香港當電影演員，自其銀幕處女作《到處惹相思》(1949年，飾謝志高)；至息影電影《行正烏龍運》(1965年，飾馬天才)，累計演出80多齣電影。

## 澳洲粵劇班主
1985年3月，鄭惠森從澳洲經香港返廣州市，謀求組織粵劇團赴澳洲演出粵劇。